# 小行星5456
小行星5456（英語：5456 Merman）是一颗围绕太阳公转的小行星。1979年4月25日，尼古拉·切爾尼赫在克里米亚发现了此天体。
这颗小行星的绝对星等为13.2等。